# 28710 Rebeccab
28710 Rebeccab è un asteroide della fascia principale. Scoperto nel 2000, presenta un'orbita caratterizzata da un semiasse maggiore pari a 2,4012432 au e da un'eccentricità di 0,1182285, inclinata di 5,02943° rispetto all'eclittica.
L'asteroide è dedicato alla studentessa statunitense Rebecca Ann Bloomfield.